# Lijst van voormalige arrondissementen van Frankrijk
Dit is een lijst van voormalige arrondissementen van Frankrijk met een artikel op Wikipedia.

## A
- Arrondissement Alkmaar
- Arrondissement Amsterdam
- Arrondissement Antwerpen
- Arrondissement Arcis-sur-Aube

## B
- Arrondissement Bar-sur-Seine
- Arrondissement Barbezieux
- Arrondissement Baugé
- Arrondissement Baume
- Arrondissement Bergen
- Arrondissement Boulay-Moselle
- Arrondissement Bourganeuf
- Arrondissement Boussac
- Arrondissement Breda
- Arrondissement Brugge
- Arrondissement Brussel

## C
- Arrondissement Castelnaudary
- Arrondissement Cavaillon
- Arrondissement Charleroi
- Arrondissement Château-Salins
- Arrondissement Châtillon-sur-Seine
- Arrondissement Civray
- Arrondissement Colmar
- Arrondissement Coulommiers

## D
- Arrondissement Dendermonde
- Arrondissement Dinant
- Arrondissement Doornik
- Arrondissement Doullens

## E
- Arrondissement Eeklo
- Arrondissement Embrun
- Arrondissement Erstein
- Arrondissement Espalion

## F
- Arrondissement Falaise
- Arrondissement Forbach

## G
- Arrondissement Gaillac
- Arrondissement Gannat
- Arrondissement Gent
- Arrondissement Gray
- Arrondissement Guebwiller

## H
- Arrondissement Haguenau
- Arrondissement Hasselt
- Arrondissement Hazebroek
- Arrondissement Hoei

## I
- Arrondissement Ieper

## J
- Arrondissement Joigny

## K
- Arrondissement Kassel
- Arrondissement Kortrijk

## L
- Arrondissement La Réole
- Arrondissement Lavaur
- Arrondissement Lectoure
- Arrondissement Leuven
- Arrondissement Lombez
- Arrondissement Loudéac
- Arrondissement Loudun
- Arrondissement Louviers
- Arrondissement Luik

## M
- Arrondissement Marche-en-Famenne
- Arrondissement Marennes
- Arrondissement Marvejols
- Arrondissement Mauléon
- Arrondissement Mechelen
- Arrondissement Melle
- Arrondissement Metz-Campagne
- Arrondissement Metz-Ville
- Arrondissement Mirecourt
- Arrondissement Moissac
- Arrondissement Montmédy
- Arrondissement Monaco
- Arrondissement Montaigu
- Arrondissement Montélimar
- Arrondissement Montfort-sur-Meu
- Arrondissement Montmorency
- Arrondissement Mortain
- Arrondissement Moûtiers
- Arrondissement Murat

## N
- Arrondissement Namen
- Arrondissement Neufchâteau
- Arrondissement Neufchâtel
- Arrondissement Nijvel
- Arrondissement Noisiel

## O
- Arrondissement Orange
- Arrondissement Orthez
- Arrondissement Oudenaarde

## P
- Arrondissement Paimbœuf
- Arrondissement Poligny
- Arrondissement Pont-Audemer
- Arrondissement Pont-l'Évêque
- Arrondissement Puget-Théniers

## Q
- Arrondissement Quimperlé

## R
- Arrondissement Remiremont
- Arrondissement Ribeauvillé
- Arrondissement Ribérac
- Arrondissement Rocroi
- Arrondissement Ruffec

## S
- Arrondissement Saint-Affrique
- Arrondissement Saint-Calais
- Arrondissement Saint-Marcellin
- Arrondissement Saint-Martin-Saint-Barthélemy
- Arrondissement Saint-Pol
- Arrondissement Saint-Pons
- Arrondissement Saint-Sever
- Arrondissement Sainte-Menehould
- Arrondissement San Remo
- Arrondissement Sancerre
- Arrondissement Sarrebourg
- Arrondissement Savenay
- Arrondissement Sélestat
- Arrondissement Semur
- Arrondissement Sint-Winoksbergen
- Arrondissement Strasbourg-Campagne
- Arrondissement Strasbourg-Ville

## T
- Arrondissement Thann
- Arrondissement Thionville-Est
- Arrondissement Thionville-Ouest
- Arrondissement Thouars
- Arrondissement Tonnerre
- Arrondissement Trévoux
- Arrondissement Turnhout

## U
- Arrondissement Uzes

## V
- Arrondissement Valognes
- Arrondissement Veurne
- Arrondissement Vico
- Arrondissement Villefranche-de-Lauragais
- Arrondissement Vitré

## W
- Arrondissement Wassy
- Arrondissement Wissembourg

## Y
- Arrondissement Yvetot